# بيرت غراهام
بيرت غراهام (بالإنجليزية: Bert Graham)‏ هو لاعب كرة قاعدة أمريكي، ولد في 3 أبريل 1886 في تيلتون في الولايات المتحدة، وتوفي في 19 يونيو 1971 في كوتنوود في الولايات المتحدة.

## وصلات خارجية
- بيرت غراهام على موقعبيزبول رفرنس.كوم (الدوري الرئيسي) (الإنجليزية)